# Język algorytmiczny
Język algorytmiczny (ang. algorithmic language) – reprezentant klasy języków sztucznych, dający się opisać za pomocą gramatyki bezkontekstowej. Pierwowzorem był język ALGOL 60 z lat 60. Wraz ze zdefiniowaniem tych języków, stało się możliwe konstruowanie translatorów zdolnych automatycznie sprawdzać poprawność składniową programów.